# 老山头乡
老山头乡，是中华人民共和国黑龙江省大庆市大同区下辖的一个乡镇级行政单位。

## 行政区划
老山头乡下辖以下地区：
老山头村、永龙村、永富村、光荣村、永太村和永吉村。